# Isidor Gunsberg
Isidor Arthur Gunsberg (* 2. November 1854 in Pest, Kaisertum Österreich; † 2. Mai 1930 in London) war ein englischer Schachspieler jüdisch-ungarischer Herkunft.

## Leben und Karriere als Schachspieler
Als Gunsbergs jüdische Eltern 1863 auswanderten, kam er im Alter von neun Jahren nach England. Drei Jahre später begleitete er seinen Vater auf einer Geschäftsreise nach Paris. Hier sorgte er im Café de la Régence für Aufsehen. Mit 25 Jahren entschloss er sich, den erlernten Beruf eines Kaufmanns aufzugeben und sich als Schachprofi zu betätigen.
Zunächst arbeitete er mit Charles Godfrey Gumpel zusammen, der einen Schachautomaten namens Mephisto entwickelt hatte. Gunsberg war von kleiner Gestalt und konnte sich daher in dem Schachautomaten verbergen. Die Spielstärke des Automaten wurde bald bekannt.
In den 1880er Jahren konnte er die Turniere in Hamburg 1885, London 1885, Bradford 1888 und London 1888 für sich entscheiden. Im Turnier von New York 1889, bei dem 20 Teilnehmer doppelrundig spielten, wurde er Dritter und gewann zudem einen Schönheitspreis für seine Partie gegen James Mason.
Auch in Zweikämpfen war er erfolgreich: 1886 gewann er gegen Henry E. Bird (5:1 bei drei Remisen), 1887 gegen Joseph Henry Blackburne (5:2 bei sechs Remisen). Im Jahr 1890 gelang es ihm, einen Wettkampf in Havanna gegen den russischen Spitzenspieler Michail Tschigorin unentschieden zu halten (9:9 bei 5 Remisen).
Seine Erfolge führten dazu, dass er die Gelegenheit erhielt, den amtierenden Schachweltmeister Wilhelm Steinitz herauszufordern. Der Wettkampf fand vom 9. Dezember 1890 bis zum 22. Januar 1891 in New York statt und endete nach hartem Kampf mit einer 8,5:10,5-Niederlage (vier Siege, sechs Niederlagen und neun Remisen).
Gunsberg nahm danach noch an mehreren bedeutenden Turnieren teil, wobei seine beste Platzierung der geteilte zweite Platz in London 1900 war. Die letzte berichtete Turnierteilnahme war in Chester 1914, wo Gunsberg den dritten Platz belegte.
Er betätigte sich als Schachjournalist und schrieb für mehrere Zeitungen, so dass er nicht nur auf Preisgelder aus Turnieren angewiesen war. Zudem organisierte er selbst Turniere, zum Beispiel in Ostende 1906, und förderte junge Talente.
Gunsberg galt als wechselhaft und unstetig, sowohl in seinem Spiel als auch in seinem Leben. Alexander Aljechin schrieb 1930 in einem Nachruf über Gunsberg, dass dieser kein besonders origineller, dafür aber flexibler Spieler gewesen sei, der sich sehr gut auf die Ausnutzung der Schwächen seiner Gegner verstanden habe.